# Dinornithidae
I moa sono nove specie (in sei generi) di grandi uccelli incapaci di volare, vissuti in Nuova Zelanda. I moa probabilmente arrivarono in Nuova Zelanda circa 60 milioni di anni fa, con specie simili a Gastornis. Le due specie più grandi, il Dinornis robustus e il Dinornis novaezelandiae, potevano raggiungere un'altezza pari a 3,60 metri (12 piedi) mantenendo il collo verticale, e raggiungere un peso di circa 230 kg (510 libbre). Quando i primi coloni polinesiani si stabilirono in Nuova Zelanda, intorno al 1280, la popolazione di moa era di circa 58.000 esemplari.
I moa appartengono all'ordine Dinornithiformes, tradizionalmente collocato nel gruppo dei ratiti. Tuttavia, alcuni studi genetici sostengono che i loro parenti più stretti siano i tinamou, uccelli atteri del Sudamerica. Le nove specie di moa sono gli unici uccelli completamente sprovvisti di ali (tutti gli altri uccelli, anche nella famiglia dei ratiti, posseggono almeno ali rudimentali o atrofizzate). Questi enormi uccelli erano gli erbivori dominanti delle foreste della Nuova Zelanda, nutrendosi di un gran numero di vegetali dalle macchie d'alberi nelle praterie ai pascoli subalpini per migliaia di anni, avendo come unico predatore la grande aquila di Haast. Tutte le specie di moa si estinsero tra il 1300 e il 1500, sterminate dai Maori che li cacciavano per la carne, le piume e le uova.

## Descrizione

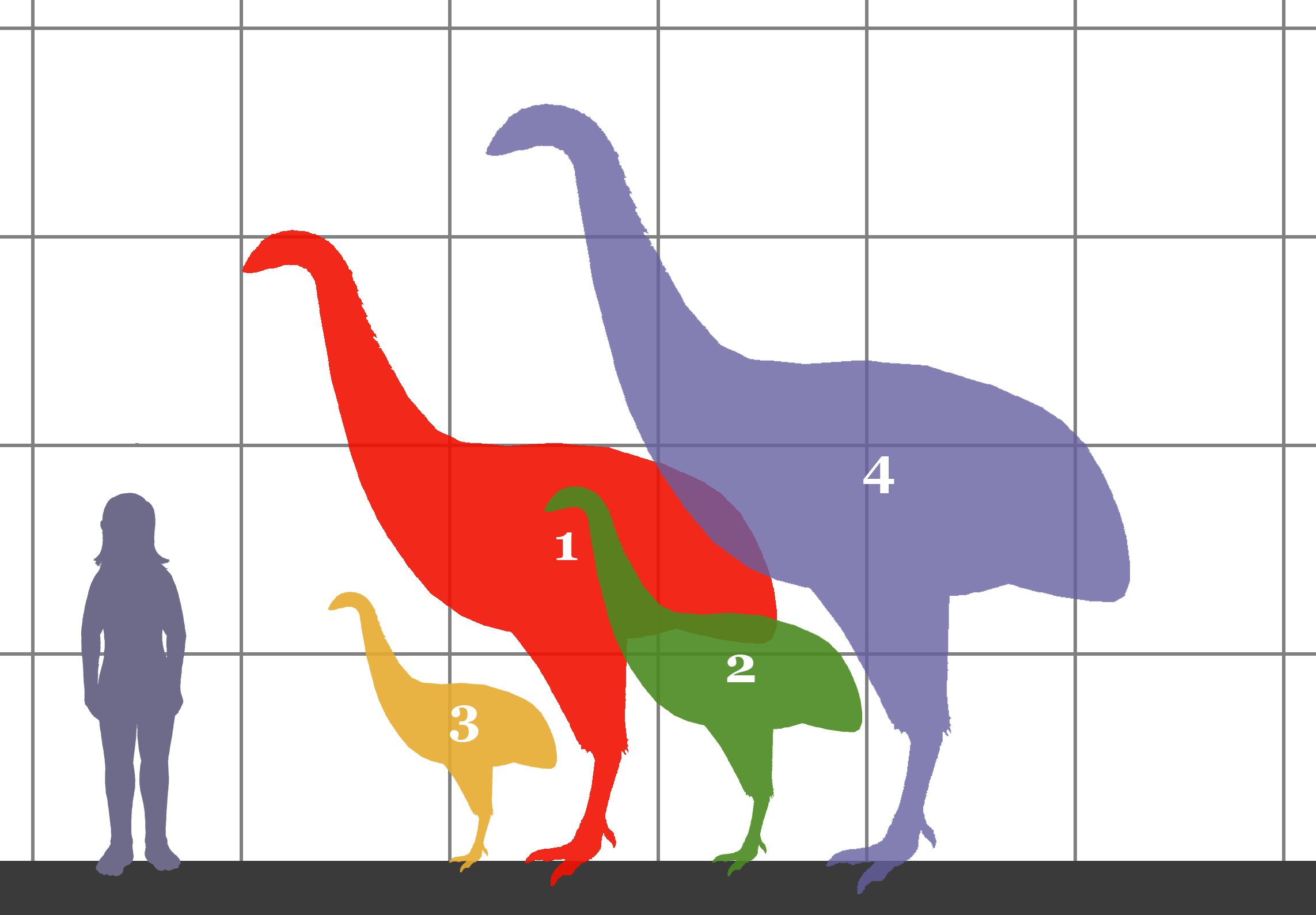
Dimensioni di 4 specie di moa a confronto con una donna. 1. Dinornis novaezealandiae 2. Emeus crassus 3. Anomalopteryx didiformis 4. Dinornis robustus

Sebbene la maggior parte degli scheletri dei moa siano tradizionalmente ricostruiti con il collo in posizione verticale per ricreare l'impressionante altezza di questi animali (e per la loro somiglianza puramente estetica con gli struzzi), le analisi sulle articolazioni delle vertebre indicano che questi animali mantenevano la testa orizzontalmente anziché verticalmente, in maniera molto simile agli attuali kiwi. La colonna vertebrale era attaccata alla testa nella parte posteriore, piuttosto che alla base, il che indica un allineamento orizzontale del collo. Questo avrebbe permesso loro di pascolare nella vegetazione bassa, pur essendo in grado di alzare la testa e raggiungere le fronde degli alberi se necessario. Questo studio ha portato ad una riconsiderazione dell'altezza di questi uccelli.
Sebbene non ci sia alcuna prova delle vocalizzazioni dei moa, il loro verso può essere dedotto dalle prove fossili. La trachea dei moa era supportata da tanti piccoli anelli ossei, noti come anelli tracheali. Lo studio di questi anelli ritrovati in carcasse articolate, ha dimostrato che almeno due generi di moa (Euryapteryx e Emeus), avevano trachee molto allungate, circa un 1 metro di lunghezza, e formavano un'ampia ansa all'interno della cavità del corpo. I moa sono gli unici ratiti noti per avere simili caratteristiche, che è invece presente in diversi altri gruppi di uccelli, tra cui cigni, gru e faraone. Questa caratteristica permetteva al richiamo di questo animale di avere un suono grave e profondo, una vocalizzazione di risonanza che poteva viaggiare per lunghe distanze.

## Classificazione

### Tassonomia

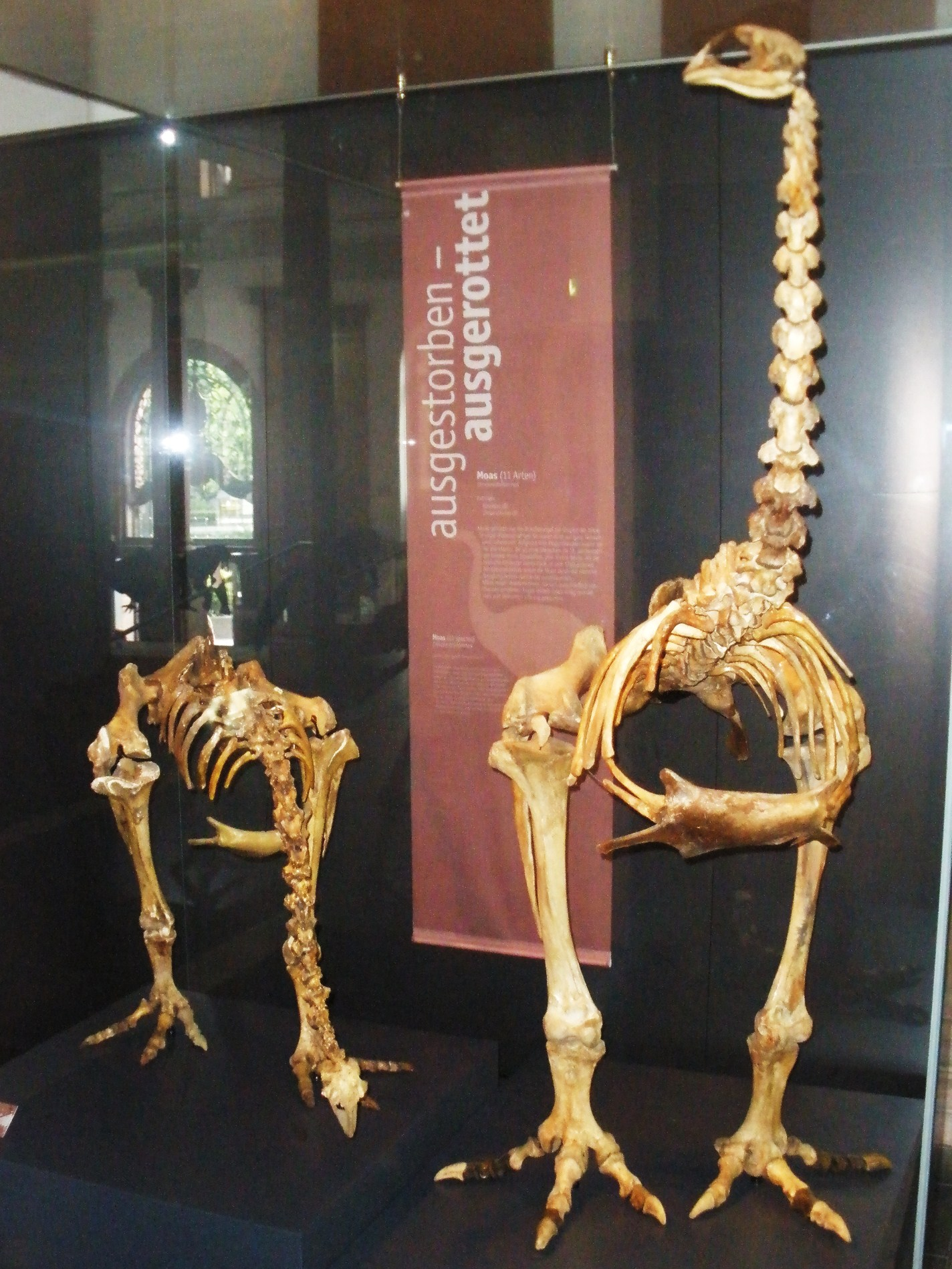
Scheletri completi di Emeus crassus e Pachyornis elephantopus

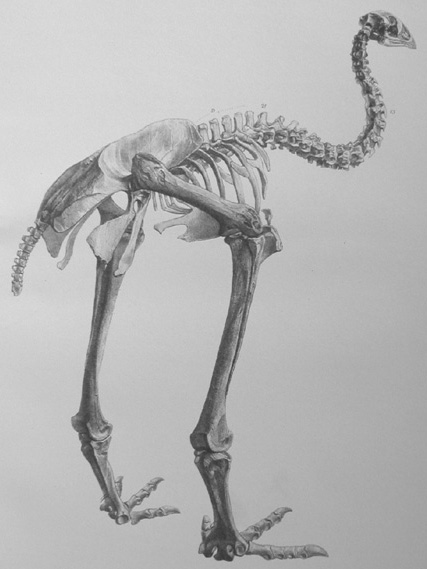
Scheletro di Anomalopteryx didiformis

I generi e le specie attualmente considerate valide sono:
- Ordine † Dinornithiformes o Moa
  - Famiglia Dinornithidae
    - Genere Dinornis
      - Moa gigante dell'Isola del Nord, (Dinornis novaezealandiae) (Isola del Nord, Nuova Zelanda)
      - Moa gigante dell'Isola del Sud, (Dinornis robustus) (Isola del Sud, Nuova Zelanda)

  - Famiglia Emeidae
    - Genere Anomalopteryx
      - Moa di boscaglia, (Anomalopteryx didiformis) (Isola del Sud, Nuova Zelanda)

    - Genere Emeus
      - Moa orientale, (Emeus crassus) (Isola del Sud, Nuova Zelanda)

    - Genere Euryapteryx
      - Moa beccocorto settentrionale, (Euryapteryx curtus) (Isola del Sud e del Nord, Nuova Zelanda)

    - Genere Pachyornis
      - Moa elefantino, (Pachyornis elephantopus) (Isola del Sud, Nuova Zelanda)
      - Moa beccocorto meridionale, (Pachyornis geranoides) (Isola del Nord, Nuova Zelanda)
      - Moa crestato, ( Pachyornis australis) (Isola del Sud, Nuova Zelanda)[3]

  - Famiglia Megalapterygidae
    - Genere Megalapteryx
      - Moa degli altopiani, (Megalapteryx didinus) (Isola del Sud, Nuova Zelanda)
      - Megalapteryx benhami (Isola del Sud, Nuova Zelanda)

Vi è prova di due specie di moa non ancora descritte della fauna di Saint Bathans.

### Filogenesi

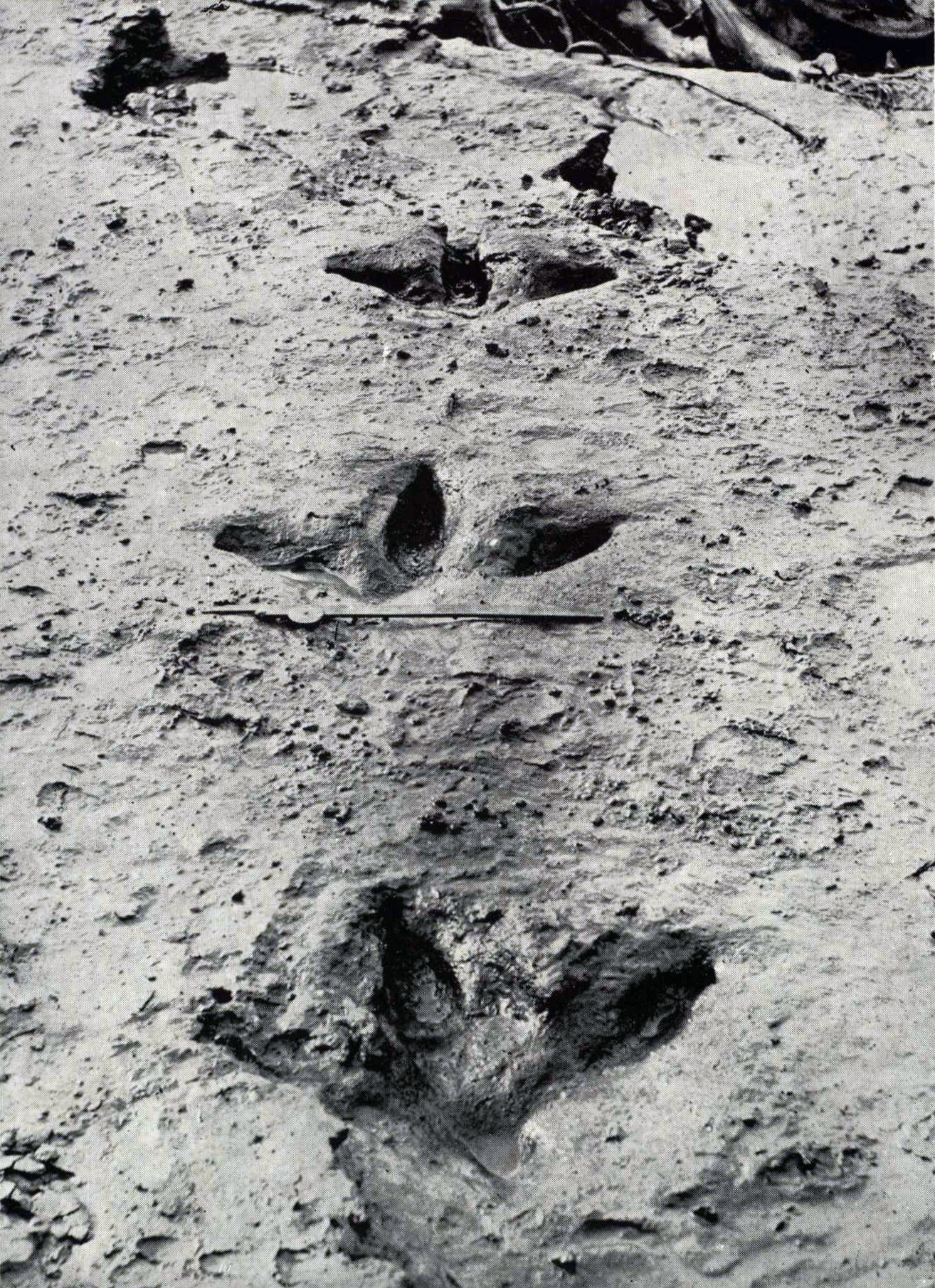
Impronte fossili di D. robustus, ritrovate nel 1911

Il fatto che i moa fossero un gruppo di uccelli atteri privi di vestigia delle ossa delle ali, ha sollevato numerose domande su come essi siano arrivati in Nuova Zelanda, e da dove. La teoria più recente suggerisce che i moa siano arrivati in Nuova Zelanda circa 60 milioni di anni fa, dividendosi dalle specie più "primitive" (vedi sotto) come Megalapteryx circa 5,8 milioni di anni fa, invece che 18,5 milioni di anni fa, come originariamente suggerito da Baker et al. (2005). Certo questo non significa necessariamente che non vi sia stata alcuna diversificazione tra l'arrivo 60 milioni di anni fa e la diversificazione avvenuta 5,8 milioni di anni fa, ma i reperti fossili di tale periodo sono piuttosto carenti ed è più probabile che i primi lignaggi di moa si estinsero prima della diversificazione di 5,8 milioni di anni fa. La presenza di specie risalenti al Miocene, indica che la diversificazione moa potrebbe essere iniziata prima della scissione tra Megalapteryx e le altre specie.
L'evento di massimo annegamento Oligocenico, verificatosi circa 22 milioni di anni fa, quando solo il 18% dell'attuale Nuova Zelanda era sopra il livello del mare, ha giocato un ruolo molto importante nella diversificazione dei moa. Poiché la diversificazione dei moa si è svolta così recentemente (5,8 milioni di anni fa), si sostiene che gli antenati dei moa quaternari non avrebbe potuto occupare le isole del Sud e del Nord durante l'evento oligocenico. Ciò non implica che in passato i moa non fossero presenti sull'Isola del Nord, ma che solo quelli dell'Isola del Sud sopravvissero, in quanto la loro isola non venne completamente sommersa dal mare. Bunce et al. (2009) sostennero che gli antenati dei moa sopravvissuti sull'Isola del Sud ricolonizzarono successivamente l'Isola del Nord, circa 2 milioni di anni più tardi, quando le due isole si ricongiunsero dopo 30 milioni di anni di separazione. La presenza di moa miocenici nella fauna di San Bathans sembra suggerire che questi uccelli siano aumentati in termini di dimensioni poco dopo l'evento oligocenico.
Bunce et al., inoltre, conclusero che la struttura altamente complessa della stirpe dei moa fosse stata causata dalla formazione delle Alpi meridionali, circa 6 milioni di anni fa, e dalla frammentazione dell'habitat su entrambe le isole derivanti dai cicli glaciali pleistocenici, vulcanismo e cambiamenti ambientali. Di seguito è presente una filogenia dei palaeognathae pubblicata da Mitchell (2014) con alcuni nomi di clade di Yuri et al. (2013) Il cladogramma di seguito è una filogenesi livello di specie dei Dinornithiformes.
|  | Tinamiformes (Tinamo)    |
|  |                          |
|  | † Dinornithiformes (Moa) |
|  |                          |

|  | Apterygiformes (Kiwi)                  |
|  |                                        |
|  | † Aepyornithiformes (Uccello elefante) |
|  |                                        |

|  | Casuariidae (Casuario) |
|  |                        |
|  | Dromaiidae (Emù)       |
|  |                        |

|  | Apterygiformes (Kiwi)                  |
|  |                                        |
|  | † Aepyornithiformes (Uccello elefante) |
|  |                                        |

|  | Casuariidae (Casuario) |
|  |                        |
|  | Dromaiidae (Emù)       |
|  |                        |

|  | Apterygiformes (Kiwi)                  |
|  |                                        |
|  | † Aepyornithiformes (Uccello elefante) |
|  |                                        |

|  | Casuariidae (Casuario) |
|  |                        |
|  | Dromaiidae (Emù)       |
|  |                        |

|  | Apterygiformes (Kiwi)                  |
|  |                                        |
|  | † Aepyornithiformes (Uccello elefante) |
|  |                                        |

|  | Casuariidae (Casuario) |
|  |                        |
|  | Dromaiidae (Emù)       |
|  |                        |

|  | Tinamiformes (Tinamo)    |
|  |                          |
|  | † Dinornithiformes (Moa) |
|  |                          |

|  | Apterygiformes (Kiwi)                  |
|  |                                        |
|  | † Aepyornithiformes (Uccello elefante) |
|  |                                        |

|  | Casuariidae (Casuario) |
|  |                        |
|  | Dromaiidae (Emù)       |
|  |                        |

|  | Apterygiformes (Kiwi)                  |
|  |                                        |
|  | † Aepyornithiformes (Uccello elefante) |
|  |                                        |

|  | Casuariidae (Casuario) |
|  |                        |
|  | Dromaiidae (Emù)       |
|  |                        |

|  | Apterygiformes (Kiwi)                  |
|  |                                        |
|  | † Aepyornithiformes (Uccello elefante) |
|  |                                        |

|  | Casuariidae (Casuario) |
|  |                        |
|  | Dromaiidae (Emù)       |
|  |                        |

|  | Apterygiformes (Kiwi)                  |
|  |                                        |
|  | † Aepyornithiformes (Uccello elefante) |
|  |                                        |

|  | Casuariidae (Casuario) |
|  |                        |
|  | Dromaiidae (Emù)       |
|  |                        |

|  | Tinamiformes (Tinamo)    |
|  |                          |
|  | † Dinornithiformes (Moa) |
|  |                          |

|  | Apterygiformes (Kiwi)                  |
|  |                                        |
|  | † Aepyornithiformes (Uccello elefante) |
|  |                                        |

|  | Casuariidae (Casuario) |
|  |                        |
|  | Dromaiidae (Emù)       |
|  |                        |

|  | Apterygiformes (Kiwi)                  |
|  |                                        |
|  | † Aepyornithiformes (Uccello elefante) |
|  |                                        |

|  | Casuariidae (Casuario) |
|  |                        |
|  | Dromaiidae (Emù)       |
|  |                        |

|  | Apterygiformes (Kiwi)                  |
|  |                                        |
|  | † Aepyornithiformes (Uccello elefante) |
|  |                                        |

|  | Casuariidae (Casuario) |
|  |                        |
|  | Dromaiidae (Emù)       |
|  |                        |

|  | Apterygiformes (Kiwi)                  |
|  |                                        |
|  | † Aepyornithiformes (Uccello elefante) |
|  |                                        |

|  | Casuariidae (Casuario) |
|  |                        |
|  | Dromaiidae (Emù)       |
|  |                        |

|  | Tinamiformes (Tinamo)    |
|  |                          |
|  | † Dinornithiformes (Moa) |
|  |                          |

|  | Apterygiformes (Kiwi)                  |
|  |                                        |
|  | † Aepyornithiformes (Uccello elefante) |
|  |                                        |

|  | Casuariidae (Casuario) |
|  |                        |
|  | Dromaiidae (Emù)       |
|  |                        |

|  | Apterygiformes (Kiwi)                  |
|  |                                        |
|  | † Aepyornithiformes (Uccello elefante) |
|  |                                        |

|  | Casuariidae (Casuario) |
|  |                        |
|  | Dromaiidae (Emù)       |
|  |                        |

|  | Apterygiformes (Kiwi)                  |
|  |                                        |
|  | † Aepyornithiformes (Uccello elefante) |
|  |                                        |

|  | Casuariidae (Casuario) |
|  |                        |
|  | Dromaiidae (Emù)       |
|  |                        |

|  | Apterygiformes (Kiwi)                  |
|  |                                        |
|  | † Aepyornithiformes (Uccello elefante) |
|  |                                        |

|  | Casuariidae (Casuario) |
|  |                        |
|  | Dromaiidae (Emù)       |
|  |                        |

|  | Tinamiformes (Tinamo)    |
|  |                          |
|  | † Dinornithiformes (Moa) |
|  |                          |

|  | Apterygiformes (Kiwi)                  |
|  |                                        |
|  | † Aepyornithiformes (Uccello elefante) |
|  |                                        |

|  | Casuariidae (Casuario) |
|  |                        |
|  | Dromaiidae (Emù)       |
|  |                        |

|  | Apterygiformes (Kiwi)                  |
|  |                                        |
|  | † Aepyornithiformes (Uccello elefante) |
|  |                                        |

|  | Casuariidae (Casuario) |
|  |                        |
|  | Dromaiidae (Emù)       |
|  |                        |

|  | Apterygiformes (Kiwi)                  |
|  |                                        |
|  | † Aepyornithiformes (Uccello elefante) |
|  |                                        |

|  | Casuariidae (Casuario) |
|  |                        |
|  | Dromaiidae (Emù)       |
|  |                        |

|  | Apterygiformes (Kiwi)                  |
|  |                                        |
|  | † Aepyornithiformes (Uccello elefante) |
|  |                                        |

|  | Casuariidae (Casuario) |
|  |                        |
|  | Dromaiidae (Emù)       |
|  |                        |

|  | Tinamiformes (Tinamo)    |
|  |                          |
|  | † Dinornithiformes (Moa) |
|  |                          |

|  | Apterygiformes (Kiwi)                  |
|  |                                        |
|  | † Aepyornithiformes (Uccello elefante) |
|  |                                        |

|  | Casuariidae (Casuario) |
|  |                        |
|  | Dromaiidae (Emù)       |
|  |                        |

|  | Apterygiformes (Kiwi)                  |
|  |                                        |
|  | † Aepyornithiformes (Uccello elefante) |
|  |                                        |

|  | Casuariidae (Casuario) |
|  |                        |
|  | Dromaiidae (Emù)       |
|  |                        |

|  | Apterygiformes (Kiwi)                  |
|  |                                        |
|  | † Aepyornithiformes (Uccello elefante) |
|  |                                        |

|  | Casuariidae (Casuario) |
|  |                        |
|  | Dromaiidae (Emù)       |
|  |                        |

|  | Apterygiformes (Kiwi)                  |
|  |                                        |
|  | † Aepyornithiformes (Uccello elefante) |
|  |                                        |

|  | Casuariidae (Casuario) |
|  |                        |
|  | Dromaiidae (Emù)       |
|  |                        |

|  | Tinamiformes (Tinamo)    |
|  |                          |
|  | † Dinornithiformes (Moa) |
|  |                          |

|  | Apterygiformes (Kiwi)                  |
|  |                                        |
|  | † Aepyornithiformes (Uccello elefante) |
|  |                                        |

|  | Casuariidae (Casuario) |
|  |                        |
|  | Dromaiidae (Emù)       |
|  |                        |

|  | Apterygiformes (Kiwi)                  |
|  |                                        |
|  | † Aepyornithiformes (Uccello elefante) |
|  |                                        |

|  | Casuariidae (Casuario) |
|  |                        |
|  | Dromaiidae (Emù)       |
|  |                        |

|  | Apterygiformes (Kiwi)                  |
|  |                                        |
|  | † Aepyornithiformes (Uccello elefante) |
|  |                                        |

|  | Casuariidae (Casuario) |
|  |                        |
|  | Dromaiidae (Emù)       |
|  |                        |

|  | Apterygiformes (Kiwi)                  |
|  |                                        |
|  | † Aepyornithiformes (Uccello elefante) |
|  |                                        |

|  | Casuariidae (Casuario) |
|  |                        |
|  | Dromaiidae (Emù)       |
|  |                        |

|  | Tinamiformes (Tinamo)    |
|  |                          |
|  | † Dinornithiformes (Moa) |
|  |                          |

|  | Apterygiformes (Kiwi)                  |
|  |                                        |
|  | † Aepyornithiformes (Uccello elefante) |
|  |                                        |

|  | Casuariidae (Casuario) |
|  |                        |
|  | Dromaiidae (Emù)       |
|  |                        |

|  | Apterygiformes (Kiwi)                  |
|  |                                        |
|  | † Aepyornithiformes (Uccello elefante) |
|  |                                        |

|  | Casuariidae (Casuario) |
|  |                        |
|  | Dromaiidae (Emù)       |
|  |                        |

|  | Apterygiformes (Kiwi)                  |
|  |                                        |
|  | † Aepyornithiformes (Uccello elefante) |
|  |                                        |

|  | Casuariidae (Casuario) |
|  |                        |
|  | Dromaiidae (Emù)       |
|  |                        |

|  | Apterygiformes (Kiwi)                  |
|  |                                        |
|  | † Aepyornithiformes (Uccello elefante) |
|  |                                        |

|  | Casuariidae (Casuario) |
|  |                        |
|  | Dromaiidae (Emù)       |
|  |                        |

|  | Dinornis robustus        |
|  |                          |
|  | Dinornis novaezealandiae |
|  |                          |

|  | Megalapteryx didinus |
|  |                      |

|  | Dinornis robustus        |
|  |                          |
|  | Dinornis novaezealandiae |
|  |                          |

|  | Megalapteryx didinus |
|  |                      |

|  | Pachyornis australis                                                              |
|  |                                                                                   |
|  | \| \| Pachyornis elephantopus \| \| \| \| \| \| Pachyornis geranoides \| \| \| \| |
|  |                                                                                   |
|  | Pachyornis elephantopus                                                           |
|  |                                                                                   |
|  | Pachyornis geranoides                                                             |
|  |                                                                                   |

|  | Pachyornis elephantopus |
|  |                         |
|  | Pachyornis geranoides   |
|  |                         |

|  | Pachyornis australis                                                              |
|  |                                                                                   |
|  | \| \| Pachyornis elephantopus \| \| \| \| \| \| Pachyornis geranoides \| \| \| \| |
|  |                                                                                   |
|  | Pachyornis elephantopus                                                           |
|  |                                                                                   |
|  | Pachyornis geranoides                                                             |
|  |                                                                                   |

|  | Pachyornis elephantopus |
|  |                         |
|  | Pachyornis geranoides   |
|  |                         |

|  | Pachyornis australis                                                              |
|  |                                                                                   |
|  | \| \| Pachyornis elephantopus \| \| \| \| \| \| Pachyornis geranoides \| \| \| \| |
|  |                                                                                   |
|  | Pachyornis elephantopus                                                           |
|  |                                                                                   |
|  | Pachyornis geranoides                                                             |
|  |                                                                                   |

|  | Pachyornis elephantopus |
|  |                         |
|  | Pachyornis geranoides   |
|  |                         |

|  | Pachyornis australis                                                              |
|  |                                                                                   |
|  | \| \| Pachyornis elephantopus \| \| \| \| \| \| Pachyornis geranoides \| \| \| \| |
|  |                                                                                   |
|  | Pachyornis elephantopus                                                           |
|  |                                                                                   |
|  | Pachyornis geranoides                                                             |
|  |                                                                                   |

|  | Pachyornis elephantopus |
|  |                         |
|  | Pachyornis geranoides   |
|  |                         |

|  | Anomalopteryx didiformis                                             |
|  |                                                                      |
|  | \| \| Emeus crassus \| \| \| \| \| \| Euryapteryx curtus \| \| \| \| |
|  |                                                                      |
|  | Emeus crassus                                                        |
|  |                                                                      |
|  | Euryapteryx curtus                                                   |
|  |                                                                      |

|  | Emeus crassus      |
|  |                    |
|  | Euryapteryx curtus |
|  |                    |

|  | Anomalopteryx didiformis                                             |
|  |                                                                      |
|  | \| \| Emeus crassus \| \| \| \| \| \| Euryapteryx curtus \| \| \| \| |
|  |                                                                      |
|  | Emeus crassus                                                        |
|  |                                                                      |
|  | Euryapteryx curtus                                                   |
|  |                                                                      |

|  | Emeus crassus      |
|  |                    |
|  | Euryapteryx curtus |
|  |                    |

|  | Pachyornis australis                                                              |
|  |                                                                                   |
|  | \| \| Pachyornis elephantopus \| \| \| \| \| \| Pachyornis geranoides \| \| \| \| |
|  |                                                                                   |
|  | Pachyornis elephantopus                                                           |
|  |                                                                                   |
|  | Pachyornis geranoides                                                             |
|  |                                                                                   |

|  | Pachyornis elephantopus |
|  |                         |
|  | Pachyornis geranoides   |
|  |                         |

|  | Pachyornis australis                                                              |
|  |                                                                                   |
|  | \| \| Pachyornis elephantopus \| \| \| \| \| \| Pachyornis geranoides \| \| \| \| |
|  |                                                                                   |
|  | Pachyornis elephantopus                                                           |
|  |                                                                                   |
|  | Pachyornis geranoides                                                             |
|  |                                                                                   |

|  | Pachyornis elephantopus |
|  |                         |
|  | Pachyornis geranoides   |
|  |                         |

|  | Pachyornis australis                                                              |
|  |                                                                                   |
|  | \| \| Pachyornis elephantopus \| \| \| \| \| \| Pachyornis geranoides \| \| \| \| |
|  |                                                                                   |
|  | Pachyornis elephantopus                                                           |
|  |                                                                                   |
|  | Pachyornis geranoides                                                             |
|  |                                                                                   |

|  | Pachyornis elephantopus |
|  |                         |
|  | Pachyornis geranoides   |
|  |                         |

|  | Pachyornis australis                                                              |
|  |                                                                                   |
|  | \| \| Pachyornis elephantopus \| \| \| \| \| \| Pachyornis geranoides \| \| \| \| |
|  |                                                                                   |
|  | Pachyornis elephantopus                                                           |
|  |                                                                                   |
|  | Pachyornis geranoides                                                             |
|  |                                                                                   |

|  | Pachyornis elephantopus |
|  |                         |
|  | Pachyornis geranoides   |
|  |                         |

|  | Anomalopteryx didiformis                                             |
|  |                                                                      |
|  | \| \| Emeus crassus \| \| \| \| \| \| Euryapteryx curtus \| \| \| \| |
|  |                                                                      |
|  | Emeus crassus                                                        |
|  |                                                                      |
|  | Euryapteryx curtus                                                   |
|  |                                                                      |

|  | Emeus crassus      |
|  |                    |
|  | Euryapteryx curtus |
|  |                    |

|  | Anomalopteryx didiformis                                             |
|  |                                                                      |
|  | \| \| Emeus crassus \| \| \| \| \| \| Euryapteryx curtus \| \| \| \| |
|  |                                                                      |
|  | Emeus crassus                                                        |
|  |                                                                      |
|  | Euryapteryx curtus                                                   |
|  |                                                                      |

|  | Emeus crassus      |
|  |                    |
|  | Euryapteryx curtus |
|  |                    |

|  | Dinornis robustus        |
|  |                          |
|  | Dinornis novaezealandiae |
|  |                          |

|  | Megalapteryx didinus |
|  |                      |

|  | Dinornis robustus        |
|  |                          |
|  | Dinornis novaezealandiae |
|  |                          |

|  | Megalapteryx didinus |
|  |                      |

|  | Pachyornis australis                                                              |
|  |                                                                                   |
|  | \| \| Pachyornis elephantopus \| \| \| \| \| \| Pachyornis geranoides \| \| \| \| |
|  |                                                                                   |
|  | Pachyornis elephantopus                                                           |
|  |                                                                                   |
|  | Pachyornis geranoides                                                             |
|  |                                                                                   |

|  | Pachyornis elephantopus |
|  |                         |
|  | Pachyornis geranoides   |
|  |                         |

|  | Pachyornis australis                                                              |
|  |                                                                                   |
|  | \| \| Pachyornis elephantopus \| \| \| \| \| \| Pachyornis geranoides \| \| \| \| |
|  |                                                                                   |
|  | Pachyornis elephantopus                                                           |
|  |                                                                                   |
|  | Pachyornis geranoides                                                             |
|  |                                                                                   |

|  | Pachyornis elephantopus |
|  |                         |
|  | Pachyornis geranoides   |
|  |                         |

|  | Pachyornis australis                                                              |
|  |                                                                                   |
|  | \| \| Pachyornis elephantopus \| \| \| \| \| \| Pachyornis geranoides \| \| \| \| |
|  |                                                                                   |
|  | Pachyornis elephantopus                                                           |
|  |                                                                                   |
|  | Pachyornis geranoides                                                             |
|  |                                                                                   |

|  | Pachyornis elephantopus |
|  |                         |
|  | Pachyornis geranoides   |
|  |                         |

|  | Pachyornis australis                                                              |
|  |                                                                                   |
|  | \| \| Pachyornis elephantopus \| \| \| \| \| \| Pachyornis geranoides \| \| \| \| |
|  |                                                                                   |
|  | Pachyornis elephantopus                                                           |
|  |                                                                                   |
|  | Pachyornis geranoides                                                             |
|  |                                                                                   |

|  | Pachyornis elephantopus |
|  |                         |
|  | Pachyornis geranoides   |
|  |                         |

|  | Anomalopteryx didiformis                                             |
|  |                                                                      |
|  | \| \| Emeus crassus \| \| \| \| \| \| Euryapteryx curtus \| \| \| \| |
|  |                                                                      |
|  | Emeus crassus                                                        |
|  |                                                                      |
|  | Euryapteryx curtus                                                   |
|  |                                                                      |

|  | Emeus crassus      |
|  |                    |
|  | Euryapteryx curtus |
|  |                    |

|  | Anomalopteryx didiformis                                             |
|  |                                                                      |
|  | \| \| Emeus crassus \| \| \| \| \| \| Euryapteryx curtus \| \| \| \| |
|  |                                                                      |
|  | Emeus crassus                                                        |
|  |                                                                      |
|  | Euryapteryx curtus                                                   |
|  |                                                                      |

|  | Emeus crassus      |
|  |                    |
|  | Euryapteryx curtus |
|  |                    |

|  | Pachyornis australis                                                              |
|  |                                                                                   |
|  | \| \| Pachyornis elephantopus \| \| \| \| \| \| Pachyornis geranoides \| \| \| \| |
|  |                                                                                   |
|  | Pachyornis elephantopus                                                           |
|  |                                                                                   |
|  | Pachyornis geranoides                                                             |
|  |                                                                                   |

|  | Pachyornis elephantopus |
|  |                         |
|  | Pachyornis geranoides   |
|  |                         |

|  | Pachyornis australis                                                              |
|  |                                                                                   |
|  | \| \| Pachyornis elephantopus \| \| \| \| \| \| Pachyornis geranoides \| \| \| \| |
|  |                                                                                   |
|  | Pachyornis elephantopus                                                           |
|  |                                                                                   |
|  | Pachyornis geranoides                                                             |
|  |                                                                                   |

|  | Pachyornis elephantopus |
|  |                         |
|  | Pachyornis geranoides   |
|  |                         |

|  | Pachyornis australis                                                              |
|  |                                                                                   |
|  | \| \| Pachyornis elephantopus \| \| \| \| \| \| Pachyornis geranoides \| \| \| \| |
|  |                                                                                   |
|  | Pachyornis elephantopus                                                           |
|  |                                                                                   |
|  | Pachyornis geranoides                                                             |
|  |                                                                                   |

|  | Pachyornis elephantopus |
|  |                         |
|  | Pachyornis geranoides   |
|  |                         |

|  | Pachyornis australis                                                              |
|  |                                                                                   |
|  | \| \| Pachyornis elephantopus \| \| \| \| \| \| Pachyornis geranoides \| \| \| \| |
|  |                                                                                   |
|  | Pachyornis elephantopus                                                           |
|  |                                                                                   |
|  | Pachyornis geranoides                                                             |
|  |                                                                                   |

|  | Pachyornis elephantopus |
|  |                         |
|  | Pachyornis geranoides   |
|  |                         |

|  | Anomalopteryx didiformis                                             |
|  |                                                                      |
|  | \| \| Emeus crassus \| \| \| \| \| \| Euryapteryx curtus \| \| \| \| |
|  |                                                                      |
|  | Emeus crassus                                                        |
|  |                                                                      |
|  | Euryapteryx curtus                                                   |
|  |                                                                      |

|  | Emeus crassus      |
|  |                    |
|  | Euryapteryx curtus |
|  |                    |

|  | Anomalopteryx didiformis                                             |
|  |                                                                      |
|  | \| \| Emeus crassus \| \| \| \| \| \| Euryapteryx curtus \| \| \| \| |
|  |                                                                      |
|  | Emeus crassus                                                        |
|  |                                                                      |
|  | Euryapteryx curtus                                                   |
|  |                                                                      |

|  | Emeus crassus      |
|  |                    |
|  | Euryapteryx curtus |
|  |                    |

## Paleoecologia
L'analisi della distribuzione dei fossili dei moa ha fornito dati molto dettagliati circa le preferenze ambientali delle singole specie di moa, rivelando le distintive faune di moa regionali:

### Isola del Sud

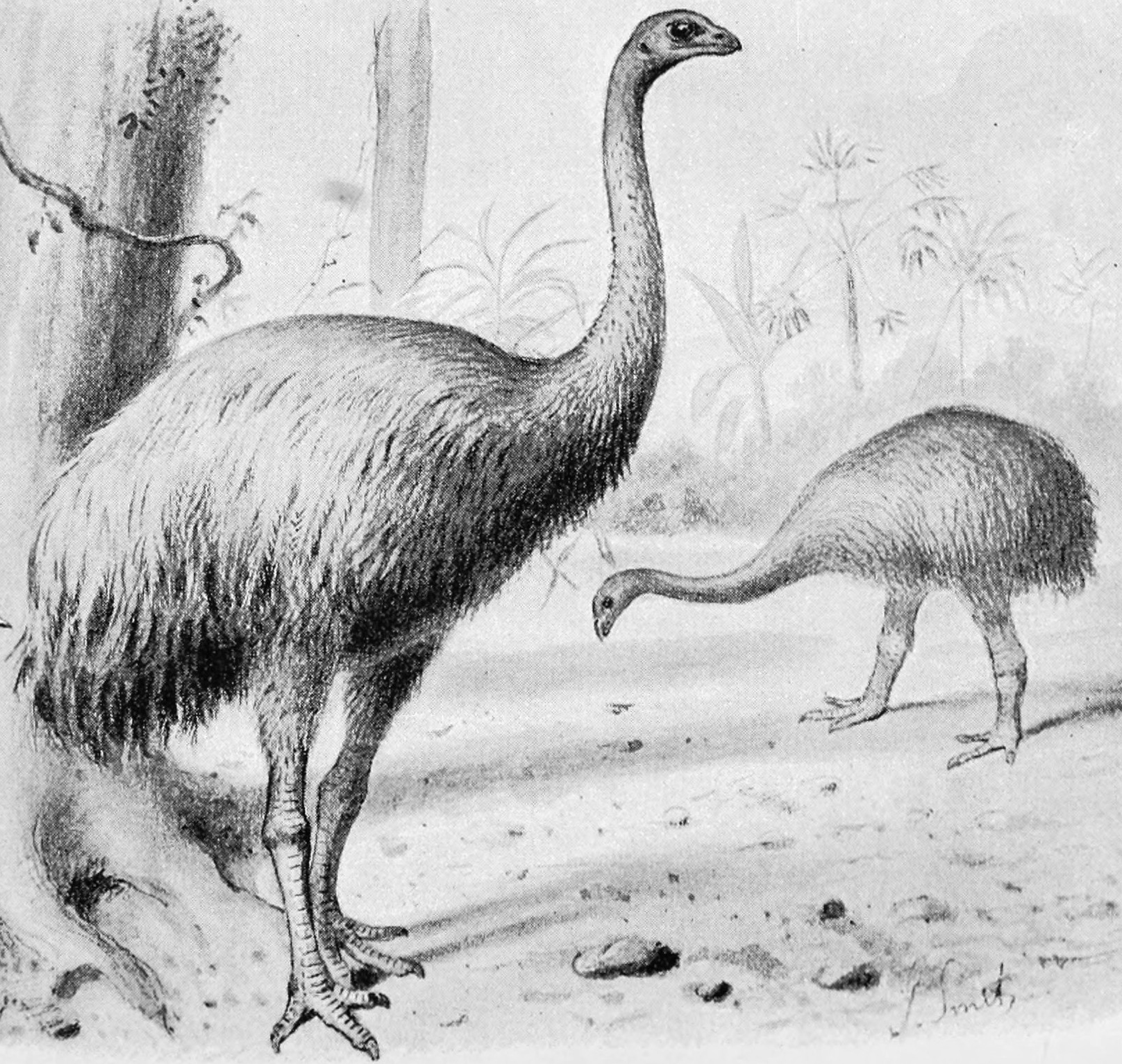
Ricostruzione di Dinornis robustus e Pachyornis elephantopus, nell'ambiente dell'Isola del Sud

Le due principali faune individuate nell'Isola del Sud sono: 
- 1. La fauna presente nelle piovose foreste di faggio dei litorali occidentali (Nothofagus), che ospitavano il Moa di boscaglia (Anomalopteryx) e il Moa gigante dell'Isola del Sud (Dinornis robustus);
- 2. La fauna presente nella foresta ombrosa e nelle steppe montane ad est delle Alpi meridionali, che ospitavano il Moa elefantino (Pachyornis elephantopus), il Moa beccocorto meridionale (Euryapteryx gravis), il Moa orientale (Emeus crassus) ed il Moa gigante dell'Isola del Sud (Dinornis robustus);

Le altre due specie di moa presenti nell'Isola del Sud, il Moa crestato (Pachyornis australis) e il Moa degli altopiani (Megalapteryx didinus) potrebbero essere incluse nella fauna subalpina, insieme al diffuso moa gigante dell'Isola del Sud (Dinornis robustus). Il moa crestato era la specie più rara, l'unica di cui non siano stati ritrovati resti fossili tra i cumuli dei Maori.
Le sue ossa sono state ritrovate in caverne nel nord-ovest dei distretti di Nelson e Karamea (come ad esempio a Honeycomb Hill Cave), e in alcuni siti in tutto il distretto di Wanaka. Il Megalapteryx didinus era invece più diffuso. Il suo nome comune, "Moa degli altopiani" riflette il fatto che le ossa siano state trovate comunemente nella zona subalpina. Tuttavia, le sue ossa sono state ritrovate anche fino al livello del mare, dove il terreno era ripido e roccioso (come a Punakaiki sulla costa occidentale e a Central Otago). Sebbene la loro distribuzione in zone costiere non sia del tutto chiara, questi animali erano presenti in diverse località, come Kaikoura, la penisola di Otago, e Karitane.

### Isola del Nord

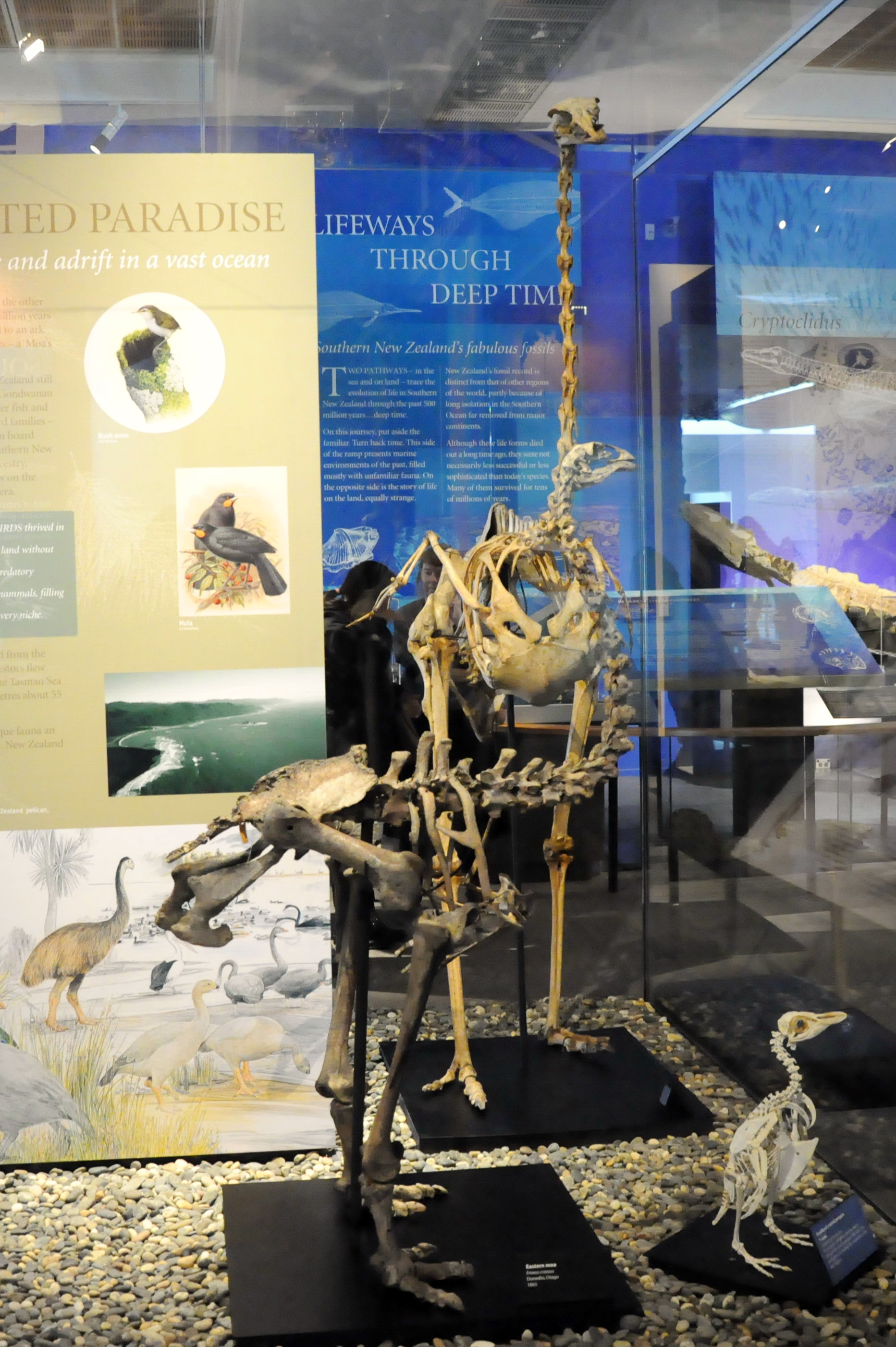
Scheletri di Moa orientale (Emeus crasso) e altri tipi di moa, in un museo di Otago.

Le specie presenti sull'Isola del Nord, sono meno comuni e significativamente meno conosciute rispetto ai loro parenti meridionali, a causa della scarsità di siti fossili. Tuttavia, il modello di base sulle relazioni dei moa e dei loro habitat è più o meno lo stesso. Anche se le due isole condividono alcune specie moa (come Euryapteryx gravis e Anomalopteryx didiformis), la maggior parte delle altre specie era unica ed endemica di una sola isola, il che riflette la divergenza tra le specie nel corso di migliaia di anni, da quando il livello del mare abbassandosi formò un ponte di terra su tutto lo Stretto di Cook.
Nell'Isola del Nord, il moa gigante dell'Isola del Nord (Dinornis novaezealandiae) ed il Moa di boscaglia (Anomalopteryx didiformis) dominavano le piovose foreste, in un modello simile a quello dell'Isola del Sud. Le altre specie di moa presenti sull'Isola del Nord, come il Moa beccocorto settentrionale (Euryapteryx gravis e E. curtus) e il Moa beccocorto meridionale (Pachyornis geranoides) prediligevano come loro dimora habitat forestali e macchia mediterranee asciutte. Il moa beccocorto meridionale (P. geranoides) era presente in tutta l'Isola del Nord, mentre le distribuzioni dell'E. gravis e dell'E. curtus sono stati ritrovati in siti costieri, intorno alla metà meridionale dell'Isola del Nord.

## Biologia
Per lungo tempo, si è pensato che le coppie Euryapteryx curtus/E. exilis, Emeus huttonii/E. crassus, Pachyornis septentrionalis/P. mappini costituissero i due sessi di un'unica specie, poiché delle prime si trovavano solo esemplari maschi, delle seconde solamente femmine, e le caratteristiche delle due specie erano assai simili; questo è stato confermato da analisi del DNA. Lo stesso discorso è valso per Dinornis giganteus = robustus, D. novaezealandiae e D. struthioides; quest'ultimo, opportunamente diviso in due sottospecie, si rivelò essere il maschio di entrambe le altre due specie.
Nei moa, infatti, le femmine sono assai più grandi e robuste, arrivando a raggiungere una volta e mezza l'altezza e tre volte il peso dei maschi; questo fenomeno (dimorfismo sessuale inverso) è tipico dei ratiti, ma è così pronunciato solo nei kiwi.
Tuttavia, i moa tendono anche ad avere lignaggi genetici differenti nella stessa specie, il che ultimamente, con la tecnica del test del DNA, sta facendo emergere nuove specie a partire da fossili di quelle già esistenti (vedere "tassonomia").

## Storia
Si pensa che i moa si siano estinti attorno al XVI secolo, anche se il ritrovamento di alcuni resti in ottimo stato di conservazione di Megalapteryx didinus lasciano presupporre che questi uccelli siano riusciti a sopravvivere nelle zone più remote del paese fino al XVIII od addirittura fino al XIX secolo.
Recentemente, alcuni criptozoologi hanno presentato delle fotografie di ciò che dovrebbe essere un moa ancora vivente, lasciando aperta la speranza che i moa possano vivere ancora nelle aree più remote del Westland neozelandese; tuttavia, la qualità dell'immagine estremamente bassa e l'assenza di ulteriori prove lasciano gli studiosi assai scettici sulla fondatezza dell'ipotesi.
L'estinzione di questi animali è attribuita alla caccia ed alla distruzione dell'habitat da parte degli antenati polinesiani dei Maori, insediatisi in Nuova Zelanda alcuni secoli prima; i moa, inoltre, venivano predati attivamente dall'aquila di Haast, anch'essa estinta.

## La scoperta
Da sempre i maori raccontavano ai coloni inglesi storie circa giganteschi uccelli senz'ali che correvano per le valli e le pianure e che essi chiamavano moa, ma gli inglesi sembravano non curarsene minimamente, considerando queste storie come leggende locali. Nel 1839, John Harris, un commerciante appassionato di zoologia, venne in possesso di un pezzo d'osso di una quindicina di centimetri, che inviò a suo zio, che a sua volta provvide a farlo esaminare da Richard Owen a Londra.
Owen studiò l'osso perlomeno per quattro anni; stabilì infine che era parte del femore di un grosso animale, ma ciò che lo sconcertava era il candore del frammento e la sua sezione a nido d'ape. Appurato che l'osso era appartenuto a qualche uccello, Owen rivelò di aver scoperto un nuovo gigantesco uccello, che battezzò Dinornis ("uccello terribile"). La sua deduzione fu inizialmente ridicolizzata dalla comunità scientifica, ma col tempo si rivelò corretta, visto che furono ritrovate ingenti quantità di ossa di moa in tutta la Nuova Zelanda. Dal 2004, il frammento esaminato da Owen è stato messo in bacheca nel Museo di storia naturale di Londra, da lui fondato e diretto, in memoria del bicentenario della sua nascita.